# Paul Franz Wassermann
Paul Franz Wassermann (* 3. März 1887 in München; † 25. November 1941 in Kaunas, Litauen) war ein deutscher Unternehmer.

## Leben
Paul Franz Wassermann wurde am 3. März 1887 in München geboren. Seine Eltern waren Franz Wassermann (*1853 †1914), Kommerzienrat und Fabrikant in München, und Amalie Wassermann, geb. Fechheimer (*1. März 1862 †1959).
Wassermann besuchte nach der Elementarschule von Herbst 1897 bis 1906 das humanistische Luitpold-Gymnasium in München. Anschließend studierte er bis zum Sommersemester 1909 an der Ludwig-Maximilians-Universität München Chemie. Er fertigte auf Anregung von Dr. Hugo Weil in dessen Laboratorium eine Doktorarbeit zum Thema „Über Sulfaminsäurebildung aus Nitranilinen“ an, die er im Wintersemester 1909/10 an der Ludwigs-Universität Gießen bei Prof. Dr. Elbs abschloss. Die mündliche Prüfung legte er dort am 28. Januar 1910 ab. Als Nebenfächer hatte er dabei Physik und Botanik gewählt. Die Promotion zum Doktor der Philosophie erfolgte am 12. März 1910. Mit dieser Ausbildung wuchs ihm auch die Rolle als Nachfolger seines Vaters in der Leitung der im Familienbesitz befindlichen „Millykerzen- und Seifenfabrik“  in der Fraunhoferstr. 16 zu, die er nach dem frühen Tode seines Vaters im Jahr 1914 auch tatsächlich übernahm, nachdem er bereits 1912 in die Firma als Prokurist eingetreten war.

## Weblinks

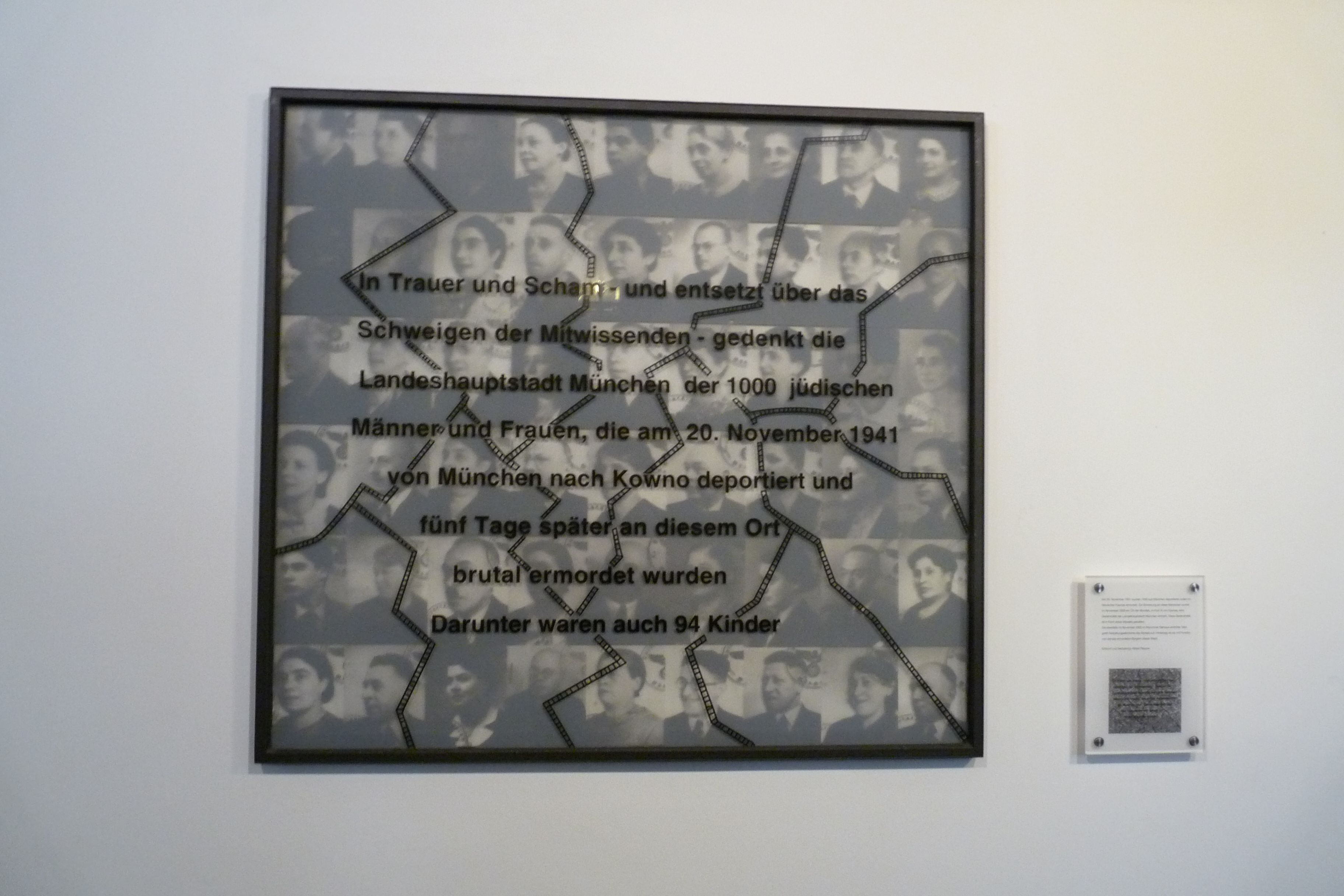
Neues Rathaus (München) Im Aufgang aus dem südlichen Prunkhof des Neuen Rathauses München befindet sich an der Wand des zweiten Treppenabsatzes eine Gedenktafel (1,22 m × 1,10 m) mit 9 × 6=54 Fotos von deportierten Münchner Bürgern jüdischer Abstammung.
Darüber sind die Linien des Mosaik-Mahnmals von Kaunas gelegt, um damit einen Bezug zu diesem Ort herzustellen.
Auf der darüberliegenden Glasplatte ist folgender Text angebracht:
„In Trauer und Scham und entsetzt über das Schweigen der Mitwissenden gedenkt die Landeshauptstadt München der 1000 jüdischen Männer und Frauen, die am 20. November 1941 von München nach Kowno deportiert und 5 Tage später an diesem Ort brutal ermordet wurden. Darunter waren auch 94 Kinder.“

## Münchener Fortbildungskurse für Arbeiter
1878 wurden Bildungskurse für Arbeiter als Parteien betrachtet und mit den Sozialistengesetz verboten. Von 1906 bis 1912 war Wilhelm Paul Wagner Geschäftsführer der Münchener Fortbildungskurse für Arbeiter. Im Juli 1915 löste Paul Franz Wassermann Fritz Beck als Geschäftsführer der Münchener Fortbildungskurse für Arbeiter ab und war zweiter Vorsitzender des Heimat- und Königbundes. Die Bildungseinrichtung bot Kurse in Deutsch, Rechnen und Algebra an. Im Ersten Weltkrieg widmete sich der Verein kriegsspezifischer sozialer Arbeit.
1920 trat er dem Freikorps Epp bei.
1923 löste ihn Wilhelm Bohl als Geschäftsführer der Münchener Fortbildungskurse für Arbeiter ab.

## Millykerzen- und Seifenfabrik
Elkan Wassermann (* 1816 in Harburg (Schwaben); † 22. Mai 1894 in München) gründete 1840 eine Millykerzen- und Seifenfabrik in München. Das Unternehmen war Marktführer in Bayern. Paul Wassermann erbte 1915 die Millykerzen- und Seifenfabrik in der Fraunhoferstraße 30 von seinem Vater und wurde unabkömmlich gestellt. Im Dezember 1938 wurde die Millykerzen- und Seifenfabrik von dem Konsortium Kopp, Hillers und dem bisherigen Prokuristen Chemiker Wilhelm Schwarzmann arisiert.
Paul Wassermann wohnte zuletzt bei seiner Schwester Ida und seinem Schwager in Schwabing. Er stand auf der ersten 999 Personen umfassenden Deportationsliste für den 20. November 1941 nach Vilijampolė in Kaunas, wo er ermordet wurde.

## Erinnerungskultur
Die Paul-Wassermann-Straße verbindet Am Hüllgraben im Norden über die Joseph-Wild-Straße mit der Werner-Eckert-Straße im Süden.
Im November 2022 wurde im Rahmen des Projekts Erinnerungszeichen für Opfer des NS-Regimes in München nahe seines ehemaligen Wohnhauses in der Fraunhoferstraße 26 in München eine Gedenktafel für ihn angebracht.